# 大橋忠一
大橋 忠一（おおはし ちゅういち、1893年12月8日 – 1975年12月14日）は、日本の外交官、政治家。正四位勲二等。満洲国外交部次長、外務次官、自由民主党所属の衆議院議員（3期）、カンボジア大使を歴任した。

## 来歴
岐阜県出身。旧制第一高等学校を経て、1918年東京帝国大学英法科卒。外務省に入り、書記官、参事官、領事などを務め、満洲国国務院外交部次長、満洲国参議府参議、蒙古聯合自治政府最高顧問を歴任した。1940年から翌年まで外務次官となり、在職中、日独伊三国同盟が締結される。
戦後は公職追放となり、追放解除後の1952年の第25回衆議院議員総選挙に郷里の岐阜1区で無所属で出馬し初当選。以来3期務める。所属会派は無所属倶楽部→同友会→無所属→無所属倶楽部→小会派クラブ→自由党→無所属→小会派クラブ→日本民主党→自由民主党。1958年の第28回衆議院議員総選挙で落選し、政界を引退した。落選後は1959年から1961年まで駐カンボジア大使を務めた。
1966年春の叙勲で勲二等旭日重光章受章。
1975年12月14日死去、82歳。死没日をもって正五位から正四位に叙される。墓所は多磨霊園。

## 栄典
- 1937年（昭和12年）2月23日 - 勲三等瑞宝章・昭和六年乃至九年事変従軍記章[14]
- 1966年（昭和41年）4月30日 - 勲二等旭日重光章
- 1975年（昭和50年）12月14日 - 正四位

## 著書
- 『太平洋戦争由来記』要書房、1952年 NDLJP:1707148